# NGC 4418
NGC 4418 је спирална галаксија у сазвежђу Девица која се налази на NGC листи објеката дубоког неба.
Деклинација објекта је - 0° 52' 40" а ректасцензија 12h 26m 54,6s. Привидна величина (магнитуда) објекта NGC 4418 износи 13,2 а фотографска магнитуда 14,1. NGC 4418 је још познат и под ознакама NGC 4355, UGC 7545, MCG 0-32-12, IRAS 12243-0036, CGCG 14-39, KCPG 337A, Todd 17, PGC 40762.